# كاسون جاياسوريا
كاسون ناديكا جاياسوريا (بالإنجليزية: Kasun Nadika Jayasuriya)‏ (مواليد 25 مارس 1980) لاعب كرة قدم سريلانكي دولي يجيد اللعب في مركز الهجوم . يلعب حاليا لصالح نادي رينوون السريلانكي .

## روابط خارجية
- كاسون جاياسوريا على موقع قاعدة بيانات كرة القدم.إي يو (الإنجليزية)
- كاسون جاياسوريا على موقع ناشيونال فوتبول تيمز (الإنجليزية)
- كاسون جاياسوريا على موقع Soccerway.com (الإنجليزية)
- كاسون جاياسوريا على موقع عالم كرة القدم.نت (الإنجليزية)